# Erik Becker Becker
Erik Becker Becker (* 4. April 1943) ist ein venezolanischer Diplomat.
Er war der letzte Botschafter Venezuelas in der DDR. Ende der 1990er/Anfang der 2000er-Jahre war er darüber hinaus Botschafter seines Landes in Deutschland. Außerdem hatte er zeitweise das Amt des Vize-Bürgermeisters von Caracas inne.
Er engagierte sich im Beirat des Lateinamerika-Zentrum der Universität Bonn.